# Dubai World Central
A Dubai World Central é a empresa em que um certo número de projetos previstos estão sendo construídos em Dubai, nos Emirados Árabes Unidos. Segundo o site comercial, o projeto seis empresas que fazem desta marca são:
- Cidade Residensial de Dubai World Central
- Cidade Logística de Dubai World Central
- Parque Empresarial de Dubai World Central
- Cidade Comercial de Dubai World Central
- Dubai World Central International Airport
- Resort de Golfe de Dubai World Central

A construção área é duas vezes o tamanho da Ilha Hong Kong.

## Ligações Externas
- Dubai World Central website.